# Таур Матан Руак
Жозе́ Мари́я Вашкунсе́луш (порт. José Maria Vasconcelos), более известен под псевдонимом Таур Матан Руак (тетум Taur Matan Ruak) — тиморский политический, государственный и военный деятель. С 20 мая 2012 по 20 мая 2017 года являлся президентом Восточного Тимора. До прихода в политику, он был военным командиром сил обороны Восточного Тимора (ФАЛИНТИЛ), который до 2002 года боролись за независимость Восточного Тимора. С 22 июня 2018 по 1 июля 2023 года — премьер-министр Восточного Тимора.

## Биография

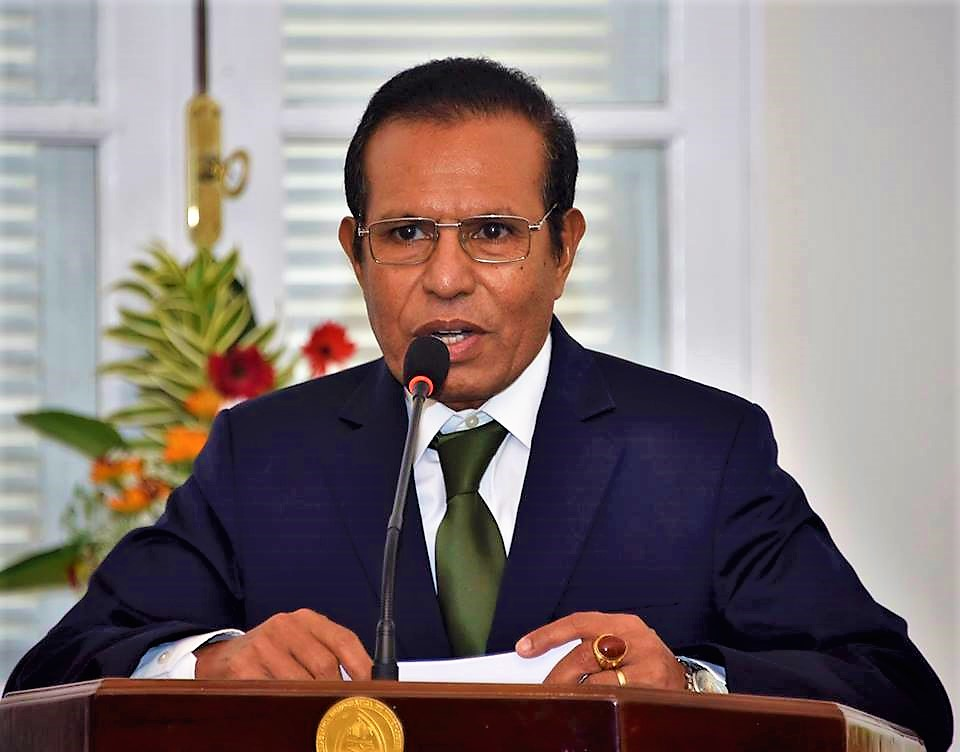
Таур Матан Руак в июне 2018 года

Когда Индонезия 7 декабря 1975 года оккупировала Восточный Тимор, Таур Матан Руак присоединился к ФРЕТИЛИН в борьбе за независимость. Был захвачен индонезийской армией в 1979 году, но ему удалось бежать после 23 дней плена. С 1980-х гг. он был одним из организаторов военных операций. Его военная карьера продолжалась и после обретения независимости Восточным Тимором в 2002 году. После обретения независимости Таур Матан Руак был военным командиром сил обороны Восточного Тимора (ФАЛИНТИЛ). В 2009 году он был повышен в звании до генерал-майора. Он был командиром вооружённых сил до 1 сентября 2011 года, а 6 октября оставил военную службу. Таур Матан Руак участвовал в президентских выборах 17 марта 2012 года как независимый кандидат и победил во втором туре, который прошёл 16 апреля. Таур Матан Руак вступил в должность президента 20 мая 2012 года, сменив на этом посту Жозе Рамуша-Орту.
В 2017 году он основал Партию народного освобождения, которая заняла третье место на парламентских выборах. В 2018 году он занял пост премьер-министра страны.

## События после восстановления независимости
Таур Матан Руак сыграл роль в восточнотиморском кризисе 2006 года. 2 октября 2006 года Независимая специальная комиссия Организации объёдиненных наций вынесла ряд рекомендаций, в том числе о привлечении к ответственности нескольких лиц. В частности, выяснилось, что министр внутренних дел Рожерио Лобато, министр обороны Роке Родригес и глава Сил обороны Таур Матан Руак действовали незаконно, передавая оружие гражданским лицам во время кризиса.
Руак подал в отставку с поста командующего Ф-ФДТЛ 1 сентября 2011 года. В то время ходили слухи, что он рассматривает возможность баллотироваться на пост президента. Руак заявил, что примет решение о баллотировании в течение 2012 года.

## Избрание президентом
17 марта и 16 апреля 2012 года в Восточном Тиморе состоялись президентские выборы, на которых был избран президент на пятилетний срок. Действующий президент Хосе Рамуш-Орта, который имел право на второй и последний срок в качестве президента, объявил, что будет добиваться выдвижения своей кандидатуры на выборах. Выборы рассматривались как испытание для «молодой демократии», стремящейся взять под контроль собственную безопасность. Таур Матан Руак победил Франциско Гутерриша во втором туре.
Таур Матан Руак был приведён к присяге в качестве президента 20 мая 2012 года, в тот же день, когда Восточный Тимор отметил десятую годовщину своей независимости. Полное имя президента — Таур Матан Руак и Хосе Мария Васконселос.

## Награды
- Орден Инфанта дона Энрике, Португалия (10 мая 2012)[11]
- Гранди ордена Восточного Тимора, Восточный Тимор (19 мая 2017)[12]